# Кокраджхар (округ)

Округа Ассама (2 — Кокраджхар)

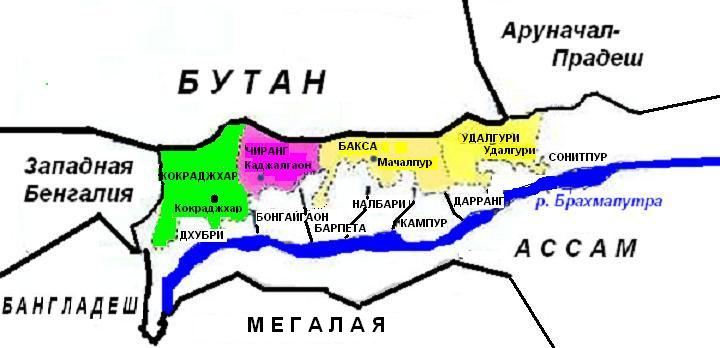
Четыре округа Бодоланда

Кокраджхар (ассам. কোকৰাঝাৰ জিলা; англ. Kokrajhar) — округ на западе индийского штата Ассам. Образован 1 июля 1983 года из части территории округа Гоалпара. Административный центр — город Кокраджхар. Площадь округа — 3169 км². По данным всеиндийской переписи 2001 года население округа составляло 905 764 человека. Уровень грамотности взрослого населения составлял 51,6 %, что ниже среднеиндийского уровня (59,5 %). Доля городского населения составляла 7,1 %.
Население на 2001 год составляло 905 764 чел., из них хинди 594 168 чел. и мусульман 184 441 чел. (20,36 %).
Занимает территорию дуаров, примыкает к Бутану, но не имеет выхода к Брахмапутре.

## Бодоланд
7 декабря 2003 года в результате соглашения с ассамским сопротивлением Бодоланда было образовано Территориальное Объединение Бодоланд в составе штата Ассам, в которое также вошёл округ Кокраджхар.
Город Кокраджхар считается столицей Бодоланда. Округ Кокраджхар — основное место проживания народности бодо, где базируется правительство Бодоланда и организации бодоландского сопротивления.

## Достопримечательности
- Onthai Gwlao: находится в Чандрапара на берегу реки Гвранг.
- Храм Махамая: находится на границе округов Кокраджхар и Дхубри.
- Мемориальный парк Тхандви Бинесвар Брахма: находится в Бхатермари берегу реки Гвранг.
- Парк Даймалу: народится в Кхаригаоне.